# Mas d'en Grau (Torà)
El Mas d'en Grau és una masia de Torà (Solsonès) inclosa a l'Inventari del Patrimoni Arquitectònic de Catalunya.

## Descripció
Edifici situat a uns 80 metres al sud de Can Birrot. Consta de quatre façanes i tres plantes. A la façana principal (sud-oest), a la planta baixa hi ha l'entrada d'accés amb llinda de pedra. A la seva esquerra té una porta en arc rebaixat de dimensions més reduïdes. A continuació hi ha un forat encaixat a la façana que correspon a l'espai que ocupava una antiga premsa de vi. A la part dreta de la porta hi ha una finestra amb reixa. A la planta següent hi ha un balcó, amb barana de ferro, a la banda esquerra hi ha dues petites balconades, a la banda de la dreta només n'hi ha una. A la darrera planta hi ha dues obertures en forma arquejada.
A la façana nord-oest, hi ha dues obertures a la planta baixa, dues finestres amb ampit a la següent i a la darrera una gran finestra. A la façana nord-est, hi ha dues finestres a la segona planta, a la part esquerra hi ha un lavabo exterior. A la darrera planta hi ha una finestra. A la façana sud-est hi ha un edifici adjunt. La coberta és de dos vessants (nord-est, sud-oest), acabada amb teules.
Es conserva el corral, però altres petites edificacions han desaparegut, tret d'alguna paret que es manté.